# Ташко Начић
Ташко Начић (Крушевац, 7. април 1934 — Београд, 26. март 1993) био је српски и југословенски филмски, телевизијски и позоришни глумац.

## Биографија
Рођен је 7. априла 1934. године у Крушевцу. Потиче из цинцарске породице. Глумом је почео да се бави још као гимназијалац. Након завршене Крушевачке гимназије, 1952. године, уписао је Академију за позоришну уметност. Студирао је у класи професора Мате Милошевића, код кога је 1956. године и дипломирао.
Дебитовао је као студент друге године Академије на сцени Југословенског драмског позоришта (ЈДП), представом Ромео и Јулија, коју је режирао управо Мата Милошевић. Представама Станоје Главаш и Госпођа министарка започео је 1954. године званичну каријеру, као глумац на сцени Народног позоришта у Београду.
Играо је и у култним представама Атељеа 212 заједно са Зораном Радмиловићем: Радован III и Краљ Иби. Био је стални члан ансамбла овог позоришта од 1961. године. Гостовао је и на сцени Српског народног позоришта у Новом Саду и Вечерње сцене "Радовић". Остварио је близу 70 позоришних улога.
На филму је дебитовао 1960. године (Боље је умети Војислава Нановића). Наступио је у 26 дугометражних филмова. Најзапаженију филмску улогу, инфантилног продавца каранфила Пере Митића, остварио је у филму Давитељ против давитеља (1984), за коју је награђиван на више фестивала.
Остварио је велики број улога на ТВ и радију, у бројним ТВ-драмама, серијама, забавним програмима, те у драмама Радио Београда. Његов комичарски таленат ширем гледалишту остаће упамћен и по улози комерцијалисте Божидара Мајковића у ТВ серији Бољи живот.
Преминуо је 26. марта 1993. године у Београду, у 59. години живота. Сахрањен је на Новом гробљу у Београду.

## Филмографија
| Год.       | Назив                                              | Улога                            |
| ---------- | -------------------------------------------------- | -------------------------------- |
| 1960.-те   |                                                    |                                  |
| 1960.      | Боље је умети                                      |                                  |
| 1962.      | Циркус Универзал                                   |                                  |
| 1962.      | Звиждук у осам                                     | Тип у мантилу                    |
| 1963.      | Детелина са три листа                              |                                  |
| 1963.      | Банкет у Шаренграду                                |                                  |
| 1963.      | Ципелице од крокодилске коже                       | Детектив                         |
| 1964—1966. | Код судије за прекршаје                            |                                  |
| 1965.      | Шнајдерски калфа                                   |                                  |
| 1966.      | Бананин брат                                       | председник кућног савета         |
| 1966.      | Време љубави                                       | Милутин                          |
| 1967.      | Мушица                                             |                                  |
| 1967.      | Љубав на плајваз                                   |                                  |
| 1967.      | Арсеник и старе чипке                              | Господин Витерспун               |
| 1967.      | Боксери иду у рај                                  | Болничар                         |
| 1967.      | Пробисвет (ТВ серија)                              |                                  |
| 1968.      | Дан одмора једног говорника                        |                                  |
| 1968.      | Тако је ако вам се тако чини                       | Центури                          |
| 1968.      | Мартин Крпан с врха (ТВ)                           | Брдавс                           |
| 1968.      | Пријатељство, занат најстарији                     | мото                             |
| 1968.      | Моје је срце високо у брдима                       |                                  |
| 1968.      | Парничари                                          | Богосав                          |
| 1968.      | Вукадин (ТВ серија)                                |                                  |
| 1968.      | Код Лондона                                        |                                  |
| 1968.      | Максим нашег доба                                  |                                  |
| 1969.      | Служавка                                           | Дирк                             |
| 1969.      | Хајде да растемо                                   |                                  |
| 1970.-те   |                                                    |                                  |
| 1971.      | Баријоново венчање                                 |                                  |
| 1971.      | Пенџери равнице                                    |                                  |
| 1971.      | Халелуја                                           |                                  |
| 1971.      | Сладак живот на српски начин                       |                                  |
| 1971.      | Дипломци                                           | Кукула                           |
| 1972.      | Униформе (ТВ мини серија)                          |                                  |
| 1972.      | Смех са сцене: Атеље 212                           | Котис, Центархалф, Војник & Отац |
| 1972.      | Глумац је, глумац                                  |                                  |
| 1972.      | Мајстор и Маргарита                                | Римски, управник позоришта       |
| 1973.      | Кућевласник и паликућа                             |                                  |
| 1973.      | Филип на коњу                                      | немачки војник                   |
| 1973.      | Краљ Иби (ТВ)                                      | Котис                            |
| 1973.      | Камионџије                                         | Животије Гагић                   |
| 1973.      | Бомбардовање Њу Хејвна                             | Каплар Бејли                     |
| 1973.      | Паја и Јаре                                        | муштерија                        |
| 1974.      | Тркач (ТВ)                                         |                                  |
| 1974.      | Обешењак                                           |                                  |
| 1974.      | Позориште у кући 2                                 | Дикан                            |
| 1975.      | Повратак лопова                                    | чувар у затвору                  |
| 1975.      | Велебитске саонице или три швалера и једна девојка |                                  |
| 1975.      | Кичма                                              |                                  |
| 1975.      | Двособна кафана                                    |                                  |
| 1975.      | Драги, буди ми непознат                            |                                  |
| 1976.      | Изгубљена срећа                                    | Качерац                          |
| 1977.      | Гледајући телевизију (ТВ серија)                   |                                  |
| 1977.      | Марија Магдалена                                   | Волфрам                          |
| 1977.      | Најдража деца драгих родитеља                      |                                  |
| 1978.      | Најлепше године                                    |                                  |
| 1978.      | Tигар                                              | Кувар                            |
| 1978.      | Једини дан (ТВ серија)                             |                                  |
| 1980.-те   |                                                    |                                  |
| 1980.      | Било, па прошло                                    | Кафеџија                         |
| 1980.      | Ко то тамо пева                                    | Ловац                            |
| 1981.      | Свињски отац                                       | Сукијашевић                      |
| 1981.      | Светозар Марковић                                  |                                  |
| 1982.      | Канте или кесе                                     | друг из СИЗ-а                    |
| 1982.      | Шпанац (ТВ серија)                                 | Власник кафане                   |
| 1983.      | Хало такси                                         |                                  |
| 1983.      | Имењаци (ТВ серија)                                |                                  |
| 1983.      | Радован III                                        | Осман Аврамовић                  |
| 1984.      | Давитељ против давитеља                            | Пера Митић                       |
| 1984.      | Пјесак у аутомобилу                                |                                  |
| 1984.      | Улични певачи                                      |                                  |
| 1984.      | Пази шта радиш                                     | Љубин отац                       |
| 1984.      | Чудо невиђено                                      | Баро                             |
| 1984.      | Формула 1                                          |                                  |
| 1985.      | Јелисаветини љубавни јади                          | Продавац перика                  |
| 1985.      | Ћао инспекторе                                     | Татица, шеф банде                |
| 1985.      | Није лако са мушкарцима                            | Пера                             |
| 1986.      | Смешне и друге приче                               | Продавац перика                  |
| 1987.      | Сазвежђе белог дуда                                | чика Тика                        |
| 1988.      | Викенд мртваца                                     | Томислав                         |
| 1988.      | Сулуде године                                      | Сељак Рајко                      |
| 1987—1988. | Бољи живот                                         | Божидар Мајковић                 |
| 1988.      | Тајна манастирске ракије                           | Буре                             |
| 1988.      | Доме, слатки доме                                  | Суперхик                         |
| 1989.      | Госпођа министарка                                 | Риста Тодоровић                  |
| 1989.      | Бољи живот                                         | Божидар Мајковић                 |
| 1989.      | Чудо у Шаргану                                     | Ставра                           |
| 1989.      | Сабирни центар                                     | Илија Рајковић                   |
| 1989.      | Другарица министарка                               | Рајић Тутанкамон                 |
| 1990.-те   |                                                    |                                  |
| 1990.      | Викенд на мртовци                                  | Томислав                         |
| 1990.      | Гала корисница: Атеље 212 кроз векове              |                                  |
| 1991.      | Секула се опет жени                                | Шљива                            |
| 1990—1991. | Бољи живот 2                                       | Божидар Мајковић                 |
| 1991.      | Тесна кожа 4                                       | батлер Милорад                   |
| 1992.      | Јуриш на скупштину                                 | Лидер свингерске партије         |
| 1992.      | Секула невино оптужен                              | Шљива                            |